# اخگر (موشک)
موشک اخگر نوعی موشک پهپاد ساخته شده توسط نیروی هوایی ارتش جمهوری اسلامی ایران است. این سلاحِ پهپادی که جزو جدیدترین موشک پهپادهای ایرانی محسوب می‌شود، دارای وزنی معادل ۲۷ کیلوگرم، حداکثر سرعت ۶۰۰ کیلومتر و بُرد آن ۳۰ کیلومتر می‌باشد. وزن سرجنگیِ اخگر ۷ کیلوگرم، طول آن ۱.۷ متر و دارای قطر ۱۳ سانتی‌متری است. این سلاح پهپادی از نوع هدایت تلویزیونی است و موتورِ آن از نوع موتور میکروجت می‌باشد. این موشک دارای قابلیت نصب بر روی پهپاد کمان ۱۲ است که توانایی حمل و شلیک از فاصله‌ی ۳۰ کیلومتری توسط پهپاد به سوی اهداف گوناگون دارد.

## رونمایی
رونمایی از سلاح پهپادیِ اخگر در تاریخ دهم بهمن‌ماهِ ۱۳۹۷ در نمایشگاه «اقتدار۴۰» دستاوردهای دفاعی نیروهای مسلح جمهوری اسلامی ایران انجام گردید. در این رونمایی، «محمد باقری» رئیس ستاد کل نیروهای مسلح در مصلی امام خمینی تهران نیز حضور داشت. همچنین، در نمایشگاه «اقتدار۴۰»، از دستاوردهای دیگری همانند پاد اخلالگر و فریب هواپایه شاهین، پهپاد کمان ۱۲، موشک ضدزره ایرانی توفان 3-M، راکت هدایت ترکیبی F4CL و توفان ۷ و همچنین موشک کروز هواپایه و هوشمند قاصد ۳ رونمایی شد.

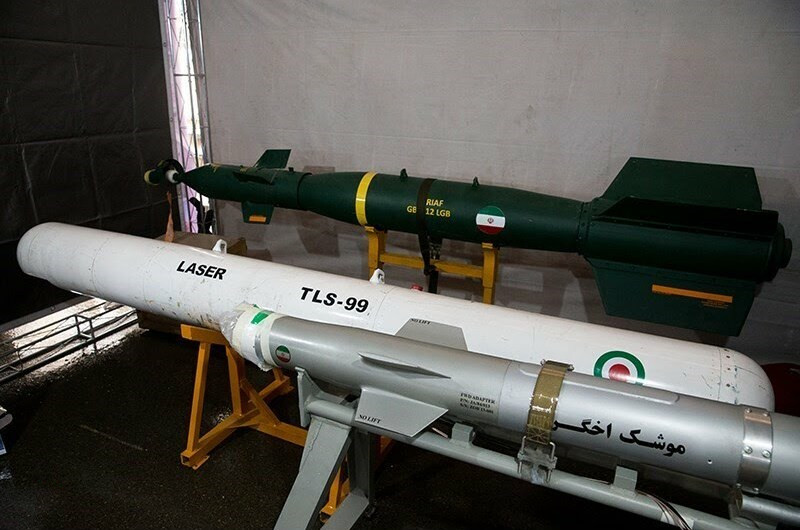
موشک اخگر (جلوترین) در نمایشگاه جانبی در همایش ملی تهدیدهای نوپدید دفاعی و‌ نظامی